# Abadía de Saint-Mihiel
La abadía [de] San Miguel de Saint-Mihiel (en francés: abbaye Saint-Michel de Saint-Mihiel) es una antigua abadía benedictina francesa de origen medieval situada en la pequeña localidad de Saint-Mihiel (4225 hab. en 2014), en el departamento del Mosa, cerca de Verdún. Fundada en el período merovingio, se convirtió en un importante centro de estudio bajo los carolingios con el abad Smaragdus, y se mantuvo hasta el siglo XVIII, gracias a su biblioteca. Fue completamente reconstruida en el siglo XVIII, en una configuración mantenida hasta hoy. La abadía fue disuelta durante la Revolución francesa y sus dependencias se dedicaron a  tribunal y prisión. Hoy, además de la iglesia abacial, se destinan a Ayuntamiento, biblioteca, museo y locales de asociaciones.

## Historia de la abadía
Fue en 708 o 709 cuando el conde Wulfoalde y su esposa Adalsinde fundaron la abadía, probablemente para albergar las reliquias que Wulfoalde había traído de Italia. Fue dedicada a San Miguel Arcángel, un santo popular de la época, como se puede atestiguar con el establecimiento de las abadías del Monte Saint-Michel, en Normandía, y la abadía de Honau, en Alsacia, en el mismo período. En 1734 las tumbas de Wulfoalde y Adalsinde fueron descubiertas en la abadía.  Esa primera abadía estaba en la costa de Castellion o Châtelet, cerca del arroyo llamado Massoupe.
La abadía fue puesta bajo la autoridad de Fulrado de St Denis, capellán de Carlomagno. En 755 un alcalde Wulfoald, probablemente un pariente del fundador de la abadía, que fue acusado de alta traición y de complot contra Pipino el Breve, fue condenado a muerte. Cuando Fulrad intervino para salvar su vida, Wulfoald expresó su gratitud dándole al rey Childerico II sus posesiones, incluida la Abadía.
La abadía es conocida por su abad Smaragdus, que se mudó allí alrededor del año 814 con sus monjes del monasterio en el monte Castellion. En algún momento entre 816 y 826, Smaragdus obtuvo la protección real para la abadía de Luis el Piadoso —que acordó cinco diplomas a la abadía entre 816 y 826—, y organizó el traslado del monasterio para instalarse en la  orilla del río Mosa, cerca de un pueblo llamado Godinécourt (renombrado después Saint-Mihiel) y asegurándose que los carros, los caballos de carga y los envíos estarían exentos de los impuestos de aduana sobre los bienes transportados entre el monasterio y sus tierras. Smaragdus alcanzó fama como escritor de homilías y por sus escritos sobre la Regla de San Benito. Smaragdus, que murió alrededor de 840, fue sucedido como abad por Hadegaudus, quien probablemente fue elegido por los mismos monjes. Los abades del siglo X fueron después Odon I, seguido de Sarovard, seguido de Odon II, que murió en 995. Con los años, la abadía demostró ser muy popular entre la realeza, los emperadores, los reyes y los duques. En el siglo XI, por ejemplo, quedó bajo la protección de Gerardo de Lorena. Durante la Edad Media, la Abadía era famosa por sus reliquias, entre las que destacaban la de San Anatole, obispo de Cahors, cuyo cuerpo se suponía que había sido trasladado a Mihiel en 779. La abadía fue disuelta durante la Revolución francesa.

## Historia del edificio

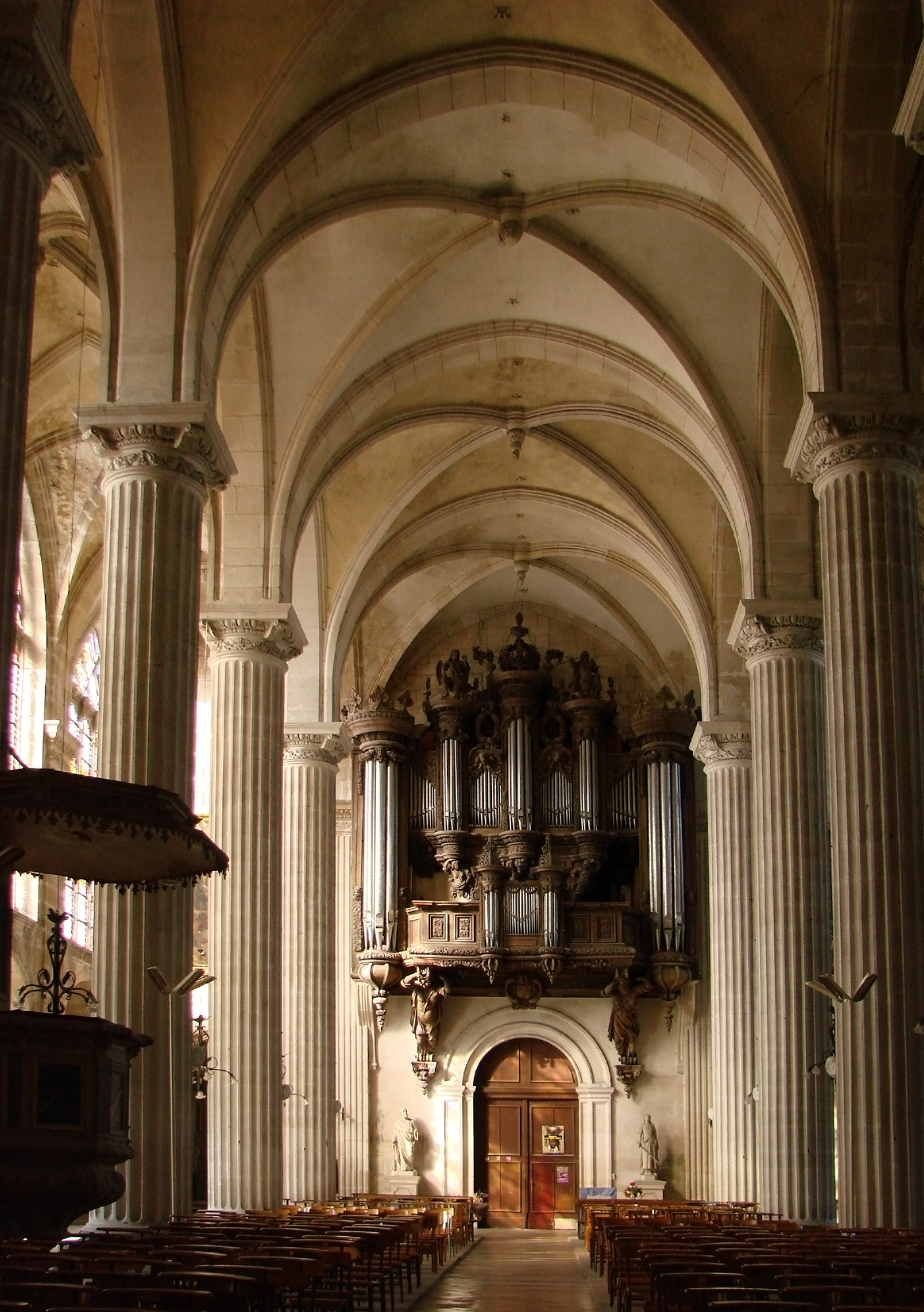
Nave principal de la abacial

La cronología de las obras en las edificaciones de la abadía son:
- 1044 a 1050: reconstrucción de la abadía y construcción de un campanario románico;
- 1050 a 1076: construcción de la torre-porche de la iglesia abacial de estilo otoniana; consagración en 1068 o 1069 por el arzobispo de Trier y los obispos de Toul y de Verdun
- mediados del siglo XII: construcción de otras partes de la abadía;
- siglo XVI: reconstrucción de la planta superior de la torre-porche  (colapso de la flecha en 1550) y de toda la nave en el estilo benedictino de la época;
- inicios del siglo XVII: modificaciones de una parte de la nave central y de las naves laterales.
- siglo XVIII: se reconstruyen las edificaciones contiguas a la abadía (biblioteca benedictina que contiene cerca de 9000 obras incluyendo 74 manuscritos y 86 incunables);
- 1790: disolución de la abadía benedictina, cuyos edificios se asignaron primero al juzgado y a la prisión;
- siglo XX: restauración bastante sustancial después de 1918.

Vistas exteriores de la iglesia abacial
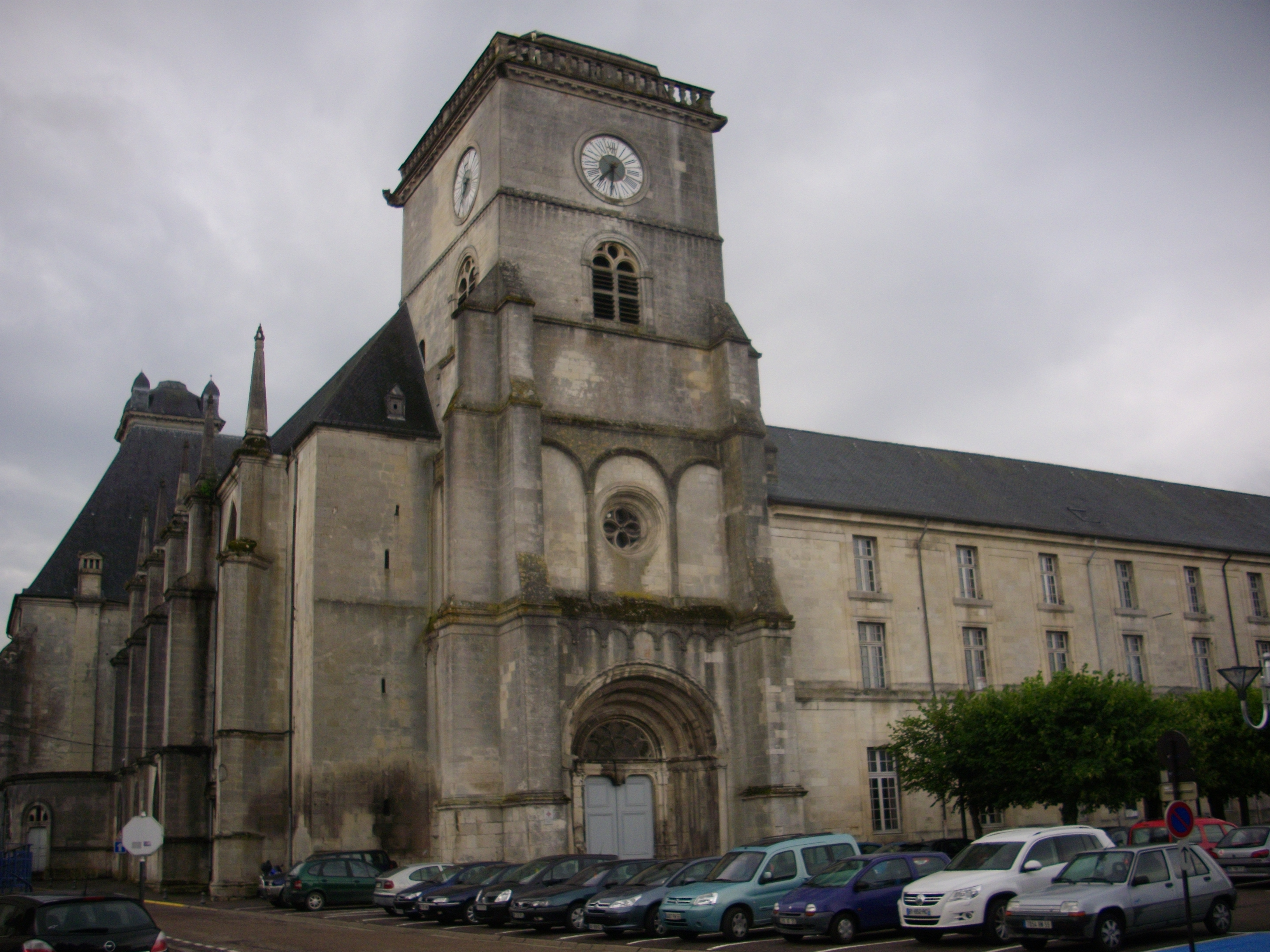
Torre-porche
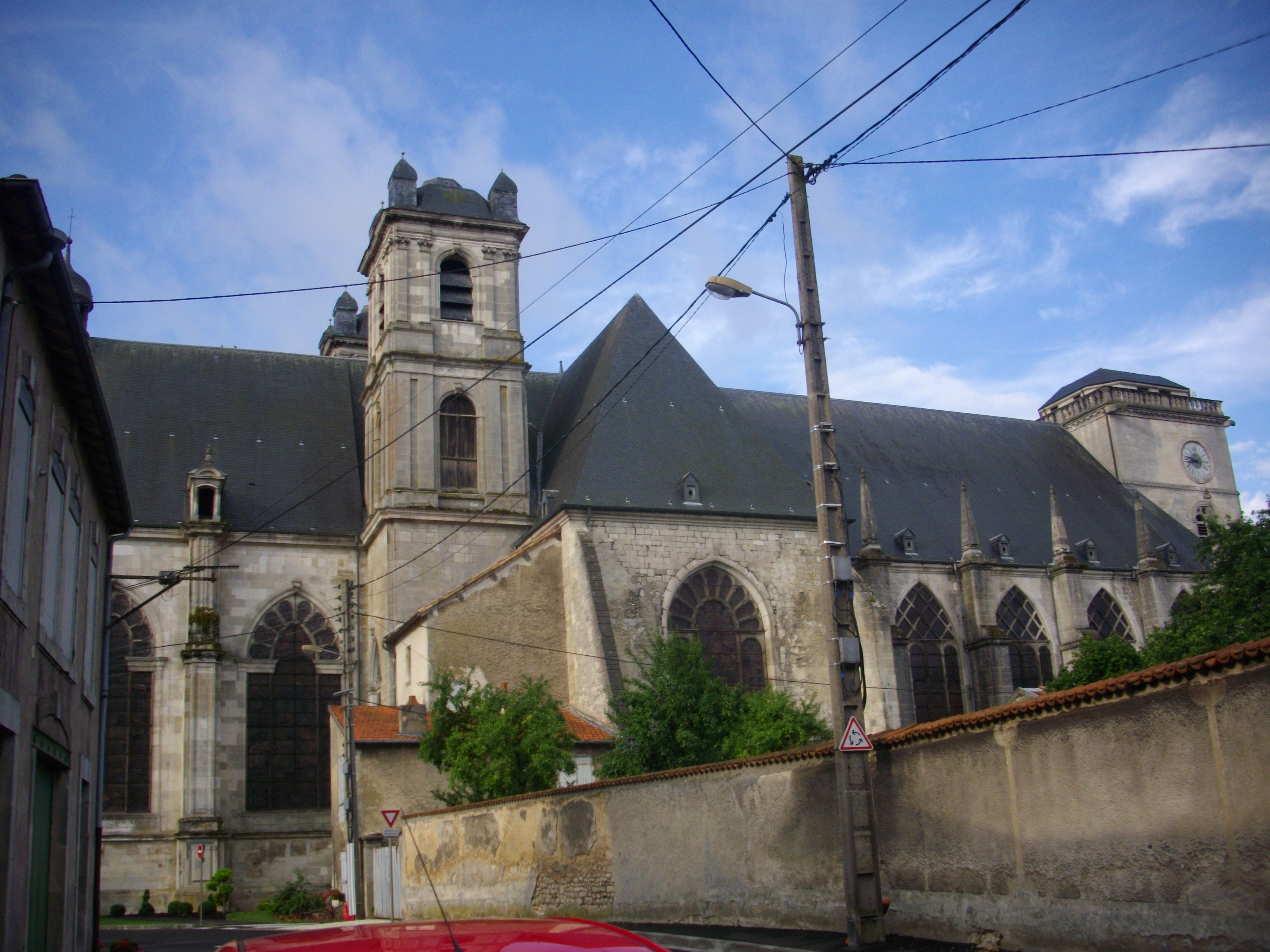
Lateral de la iglesia abacial
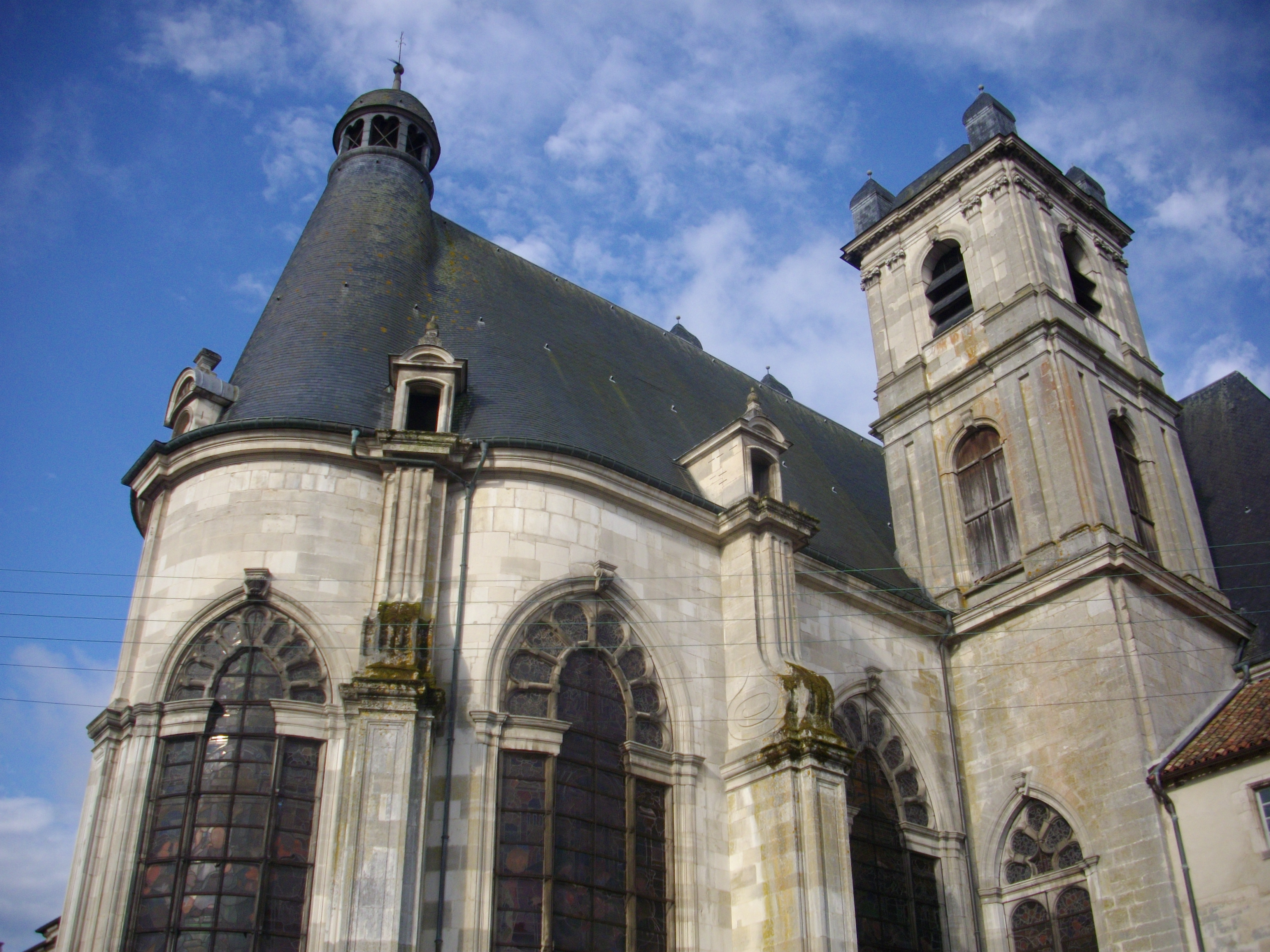
Ábside
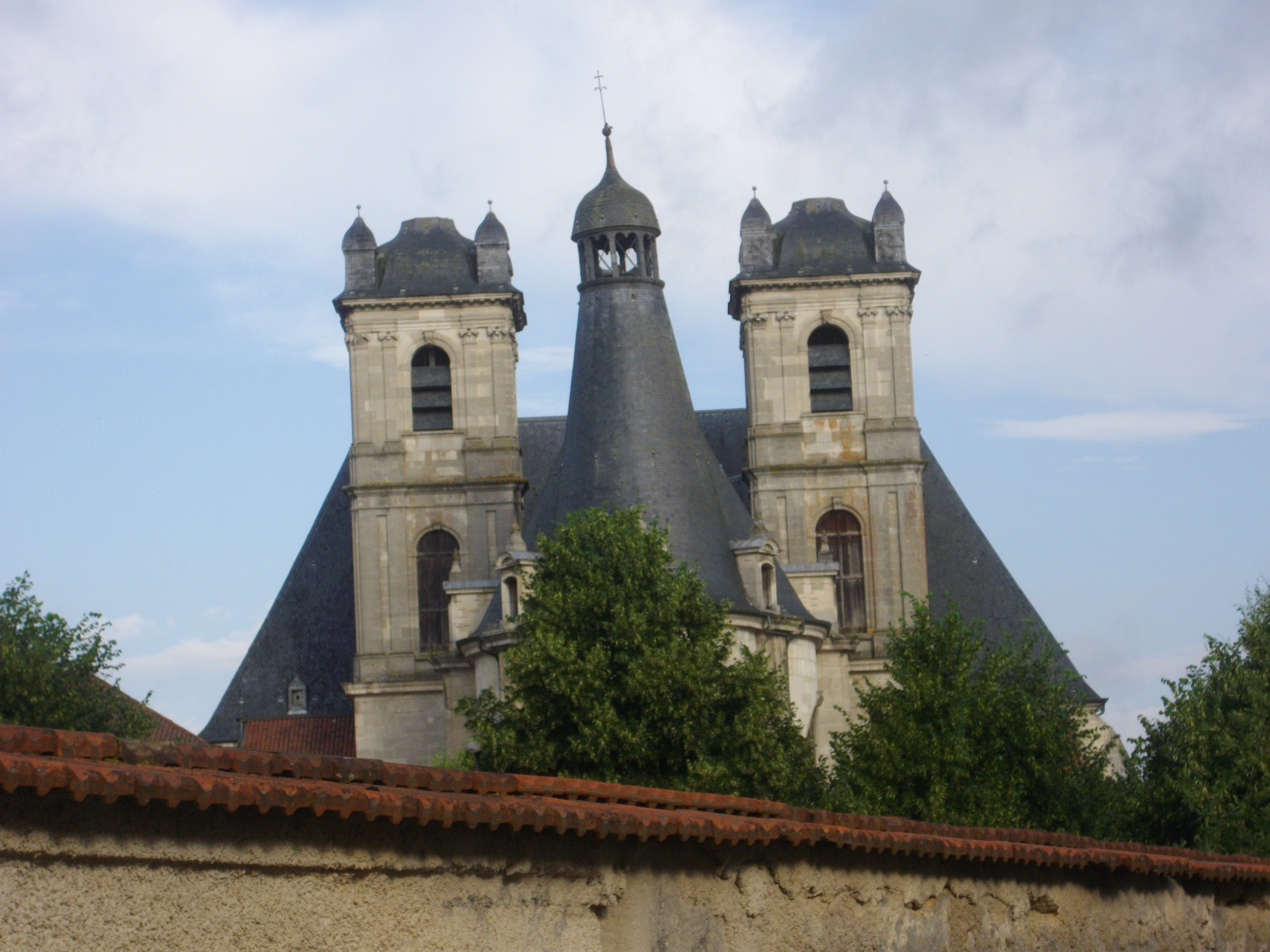
Torretas de la cabecera y remate del ábside

## Iglesia de San Miguel
La Iglesia de la Abadía es conocida como la iglesia de Saint Michel. Parte del pórtico del siglo XI aún permanece. La nave central fue reconstruida en el siglo XVI y modificada en el siglo XVII.
La Iglesia contiene una escultura de nogal del Desmayo de María por Ligier Richier, fechada en 1531 (o 1537).

Vistas interiores
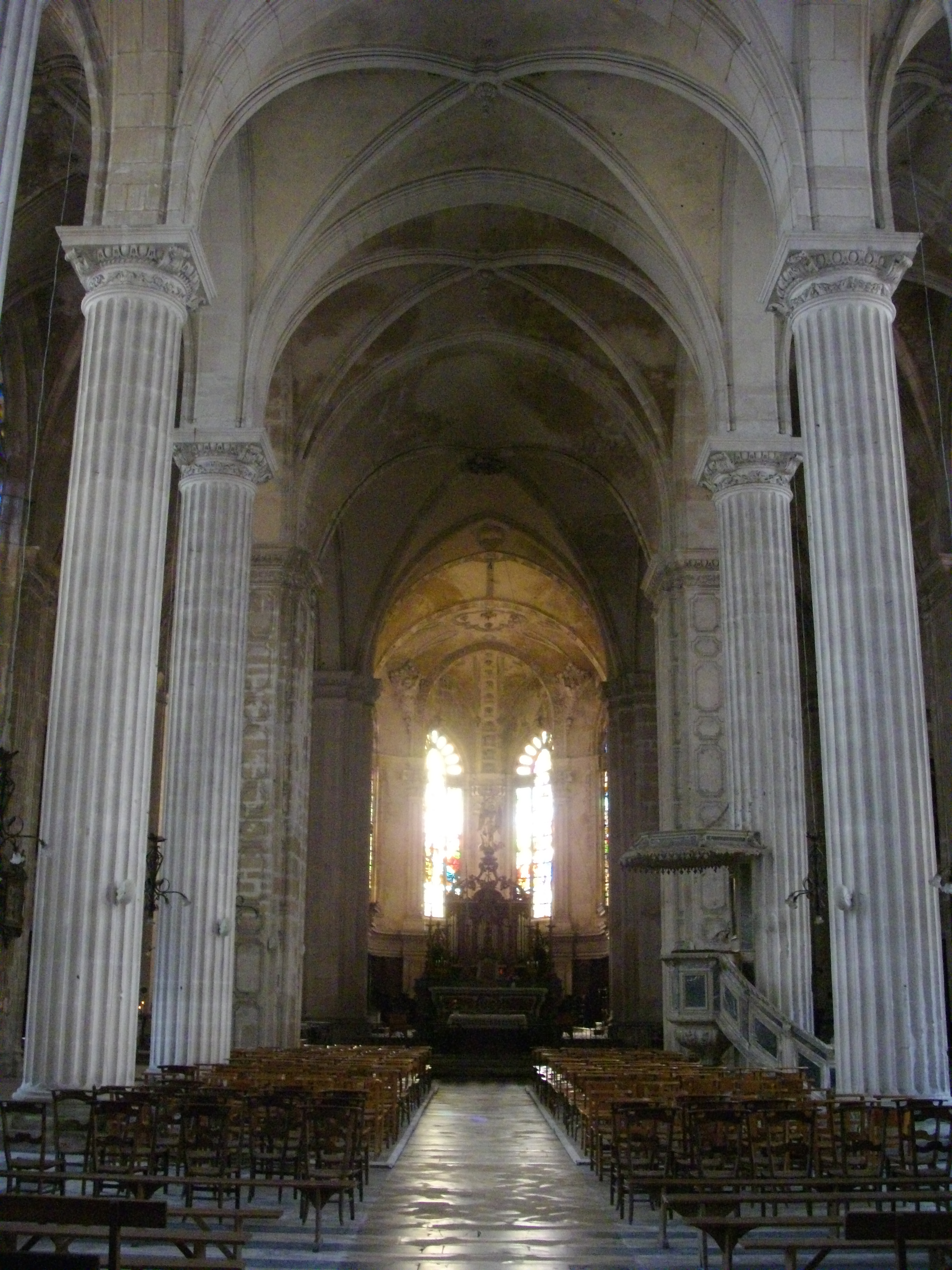
Nave
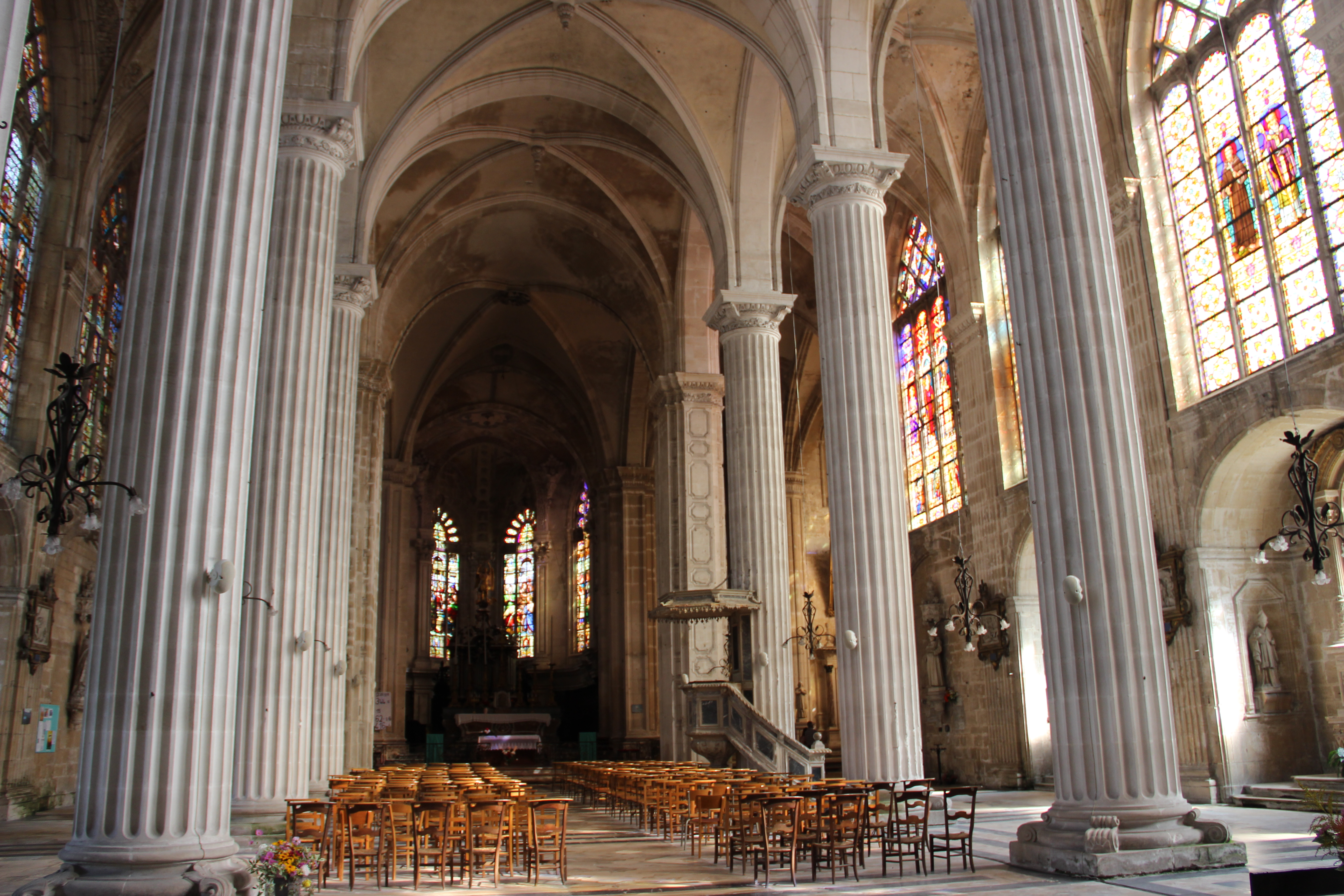
Nave
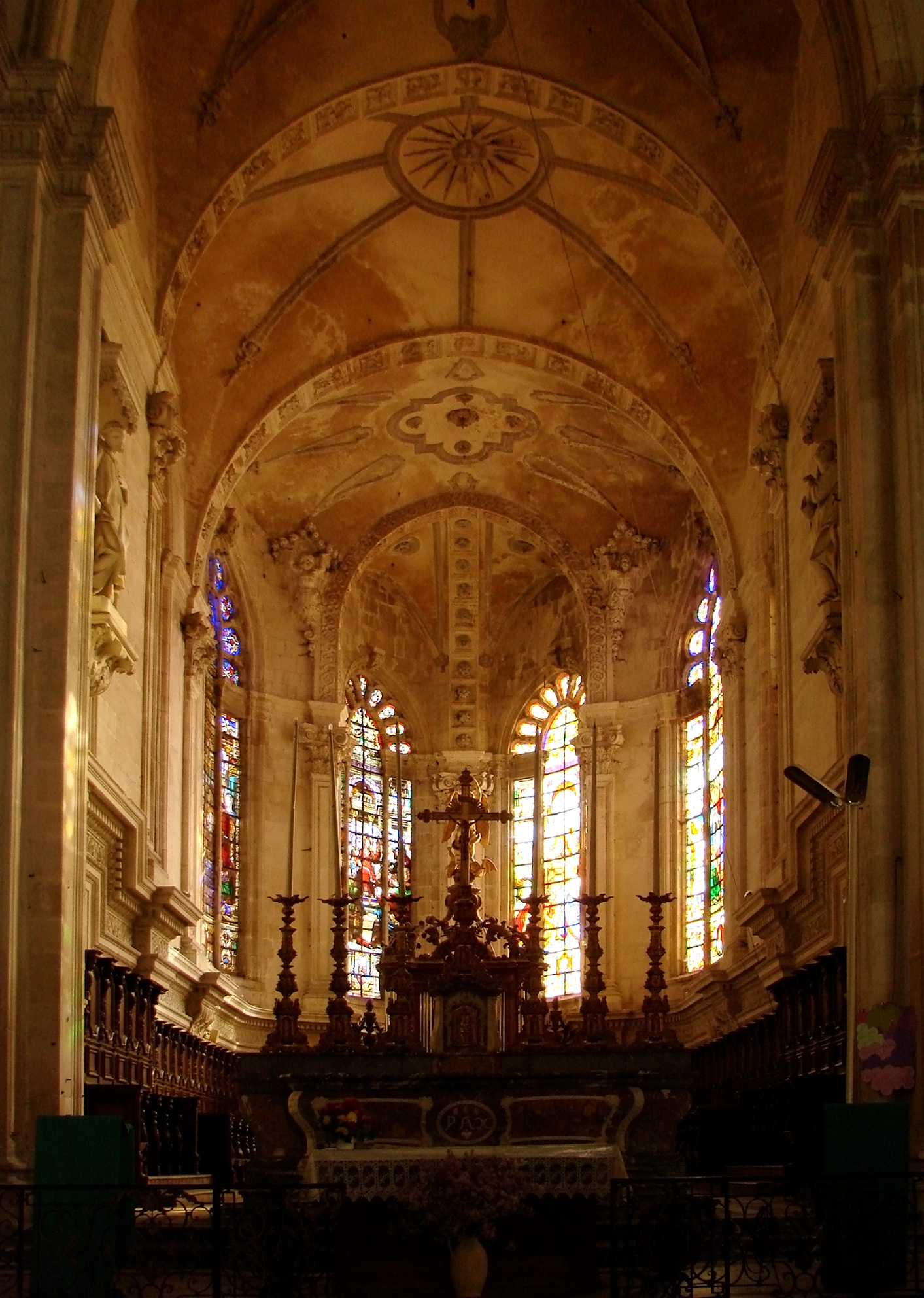
Altar de la iglesia abacial
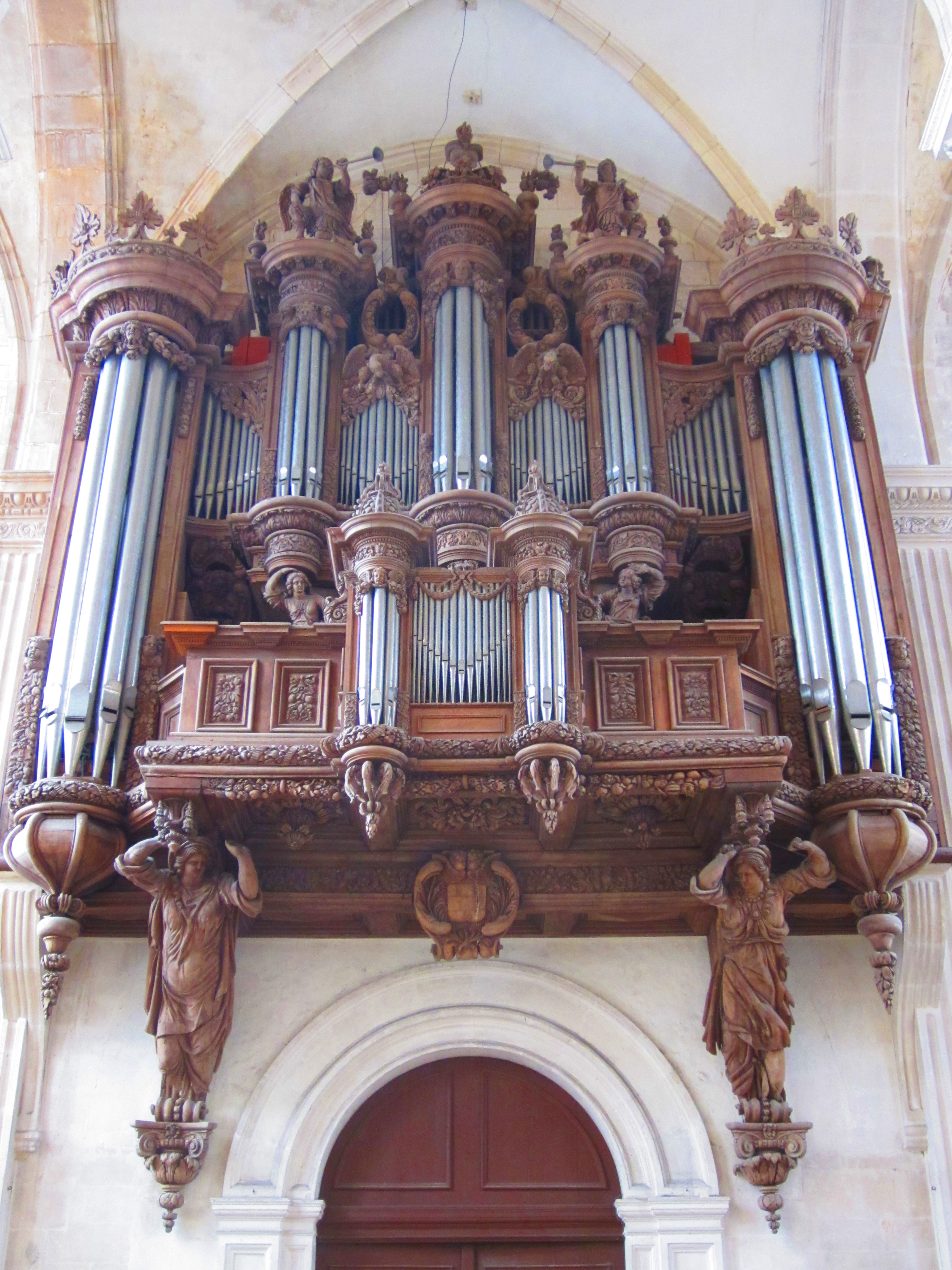
Órgano
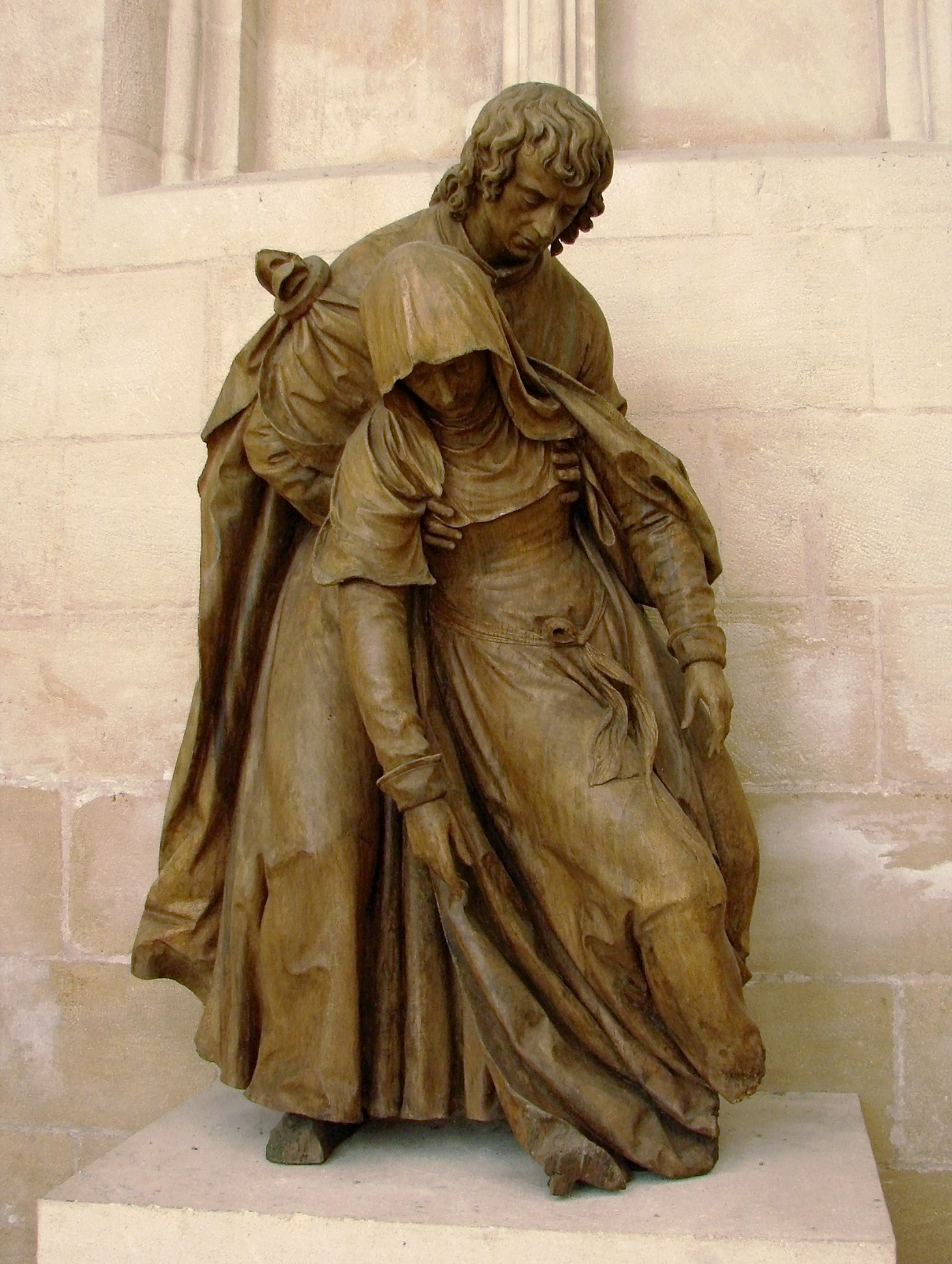
Desmayo de la Virgen, de Ligier Richier

## La biblioteca benedictina
Desde la fundación de la abadía en la época carolingia, los benedictinos, fieles a su reputación como eruditos, habían constituido una biblioteca a lo largo de los siglos. Inicialmente compuesta de manuscritos, la biblioteca se expandió muy rápidamente con la invención de la imprenta en el siglo XV. En el siglo XVIII se construyeron dos salas, una de 50 m de largo, lo que permitió la clasificación de más de 10 000 libros.
Hecho sorprendente en Francia, la biblioteca no se dispersó ni se movió después de la Revolución. Así, después de un notable abandono, la colección se confió a la comuna en 1848, y de hecho siempre se ha conservado en los edificios concebidos para preservarla.
A pesar de las pérdidas y robos después de la Revolución y del daño de una parte del edificio en 1918, la biblioteca benedictina de Saint-Mihiel todavía conserva casi 9000 obras entre ellas 74 manuscritos y 86 incunables) así como 1150 obras impresas en el siglo XVI. La colección no es exclusivamente religiosa, y en el siglo XVII, 3441 libros ya trataban de temas no religiosos, incluyendo historia civil,  literatura, derecho, ciencia y tecnología...

## El museo de Arte Sacro

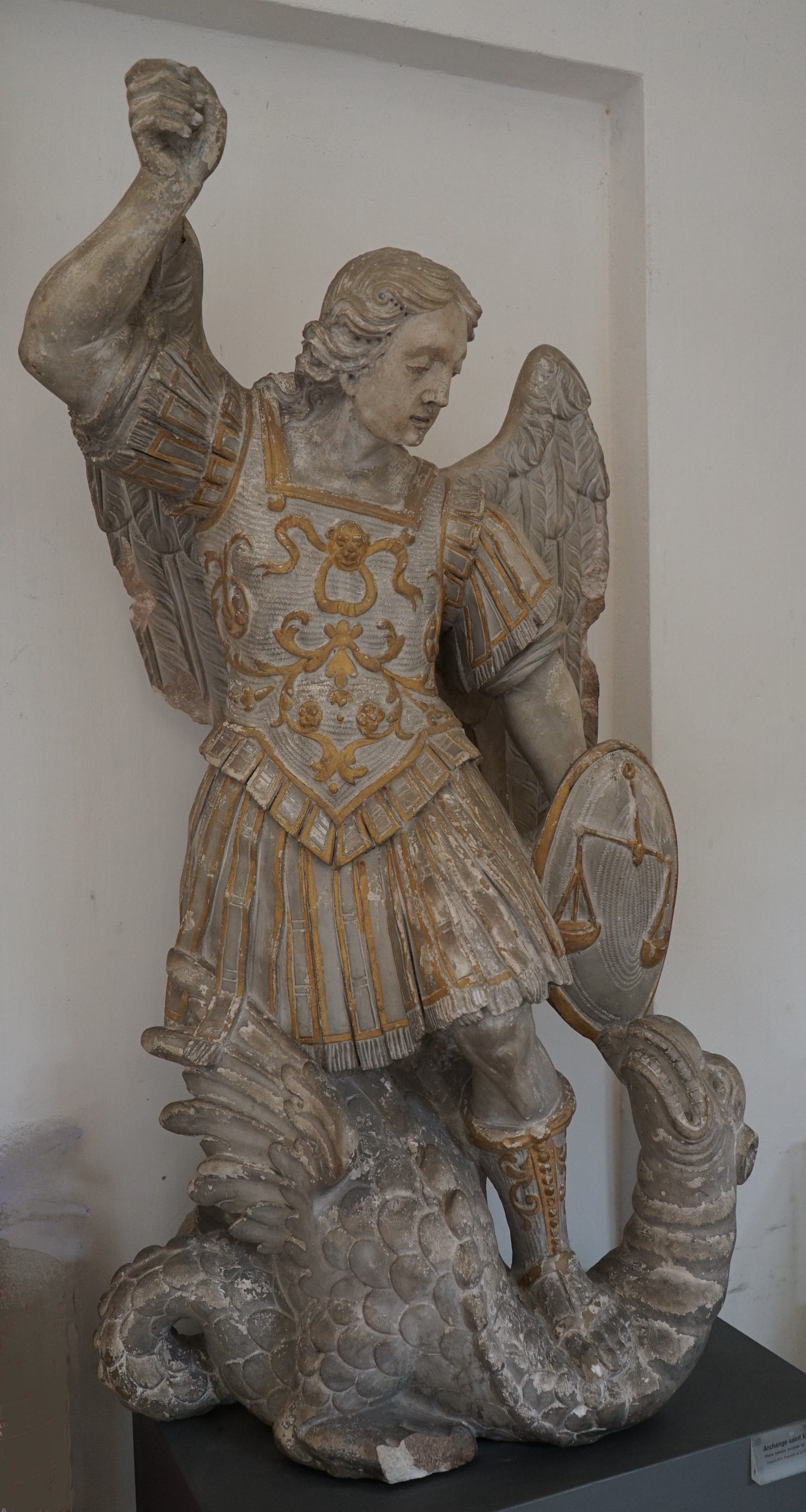
El Arcángel Miguel,, museo de Arte Sacro.

Desde 1998, la planta baja del ala que alberga la biblioteca se ha organizado como un museo departamental. Un primer museo ya se había establecido en 1906 en la abadía, pero la voluntad era fuerte como para crear un lugar para conservar la rica orfebrería religiosa así como el arte escultórico del departamento del Mosa. De hecho, muchas comunas del Mosa han depositado sus piezas más ricas, en especial clasificadas monumentos históricos, en el departamento para garantizar su protección contra el robo y una fácil exposición al público.